# Đảng Tự hào Thái Lan
Đảng Tự hào Thái Lan hay còn gọi là Đảng Bhumjaithai (tiếng Thái: พรรคภูมิใจไทย, Chuyển tự Hoàng gia: Phak Phumchai Thai) là một đảng chính trị lớn của Thái Lan, hiện đang trong liên minh cầm quyền với Đảng Vì nước Thái. Đảng được thành lập vào ngày 5 tháng 11 năm 2008 nhằm chuẩn bị kế thừa cho phán quyết của Tòa án Hiến pháp Thái Lan giải thể Đảng Dân chủ trung lập, cùng với Đảng Sức mạnh nhân dân và Đảng Dân tộc Thái Lan.
Bhumjaithai có một nền tảng dân túy, vì một số nền tảng được lấy từ đảng Người Thái yêu người Thái dân túy của cựu thủ tướng Thaksin Shinawatra và Đảng Sức mạnh nhân dân. Đảng này có cơ sở vững chắc ở tỉnh Buriram.

## Lịch sử
Vào ngày 15 tháng 12 năm 2008, dưới sự lãnh đạo của Newin Chidchob, đảng đã tham gia vào liên minh cầm quyền với Đảng Dân chủ để thành lập một chính phủ liên minh sáu đảng dưới quyền thủ tướng Abhisit Vejjajiva. Bhumjaithai là đối tác liên minh lớn thứ hai trong chính phủ của Abhisit, được phân bổ các ghế bộ trưởng Giao thông vận tải, Thương mại, Nội vụ và bốn thứ trưởng.
Trong cuộc tổng tuyển cử Thái Lan vào ngày 3 tháng 7 năm 2011, Bhumjaithai đã thành lập liên minh với Đảng Chartthaipattana. Đảng này đặt mục tiêu giành được tới 111 ghế trong quốc hội mới, nhưng cuối cùng đảng chỉ giành được 34 trong số 500 ghế tại Hạ viện, điều mà các nhà quan sát cho là đáng thất vọng. Sau đó, đảng đã cố gắng tham gia chính phủ liên minh của Đảng Vì nước Thái do thủ tướng Yingluck Shinawatra lãnh đạo nhưng đã bị từ chối.
Vào ngày 14 tháng 9 năm 2012, Anutin Charnvirakul được bầu làm lãnh đạo mới của đảng Bhumjaithai thay thế cha mình là Chavarat Charnvirakul, người đã từ chức. Các thành viên cấp cao của đảng bao gồm: tổng thứ ký Saksayam Chidchob, thủ quỹ Nathee Ratchakijprakarn, cố vấn Sora-ath Klinprathum và người phát ngôn Supamas Issarapakdi.

## Kết quả bầu cử

### Tổng tuyển cử
| Bầu cử | Tổng số ghế giành được ở Hạ viện | Tổng số phiếu | Tỉ lệ    | Kết quả bầu cử                                     | Lãnh đạo bầu cử       |
| ------ | -------------------------------- | ------------- | -------- | -------------------------------------------------- | --------------------- |
| 2011   | 34 / 500                         | 1,281,652     | 3.83%    | 2 ghế; Đối tác cấp dưới trong liên minh đối lập    | Chavarat Charnvirakul |
| 2014   | Chính quyền quân sự              | Không có      | Không có | Không tổ chức bầu cử                               | Anutin Charnvirakul   |
| 2019   | 51 / 500                         | 3,732,883     | 10.33%   | 17 ghế; Đối tác cấp dưới trong liên minh cầm quyền | Anutin Charnvirakul   |
| 2023   | 70 / 500                         | 5,015,210     | 12.77%   | 19 ghế; Đối tác cấp dưới trong liên minh cầm quyền | Anutin Charnvirakul   |

### Hội đồng đô thị Bangkok
| Bầu cử | Tổng số ghế đã giành được | Tổng số phiếu | Tỉ lệ | Kết quả bầu cử                                        |
| ------ | ------------------------- | ------------- | ----- | ----------------------------------------------------- |
| 2022   | 0 / 50                    | 19,789        | 0.85% | Không có thành viên nào trong Hội đồng đô thị Bangkok |